# Friedrich von Laubenberg
Friedrich von Laubenberg, als Fürstabt: Friedrich VII. von Laubenberg OSB (* vermutlich auf Alt-Laubenberg; † 6. Mai 1434) war von 1405 bis zu seinem Tod Fürstabt des Fürststifts Kempten.

## Leben

### Mönch & Custos
Friedrich von Laubenberg wurde als Kind von Elisabeth von Wal (auch: von Waal) und Heinrich von Laubenberg – Vogt des Stiftes Kempten – geboren. Er wurde vermutlich auf Geheiß seines Vaters in das Kemptener Kloster aufgenommen. 1389 wurde Friedrich von Laubenberg zum Custos bestimmt. Er hatte fortan die Aufgaben, den Chordienst zu organisieren, die klostereigenen Gebäude zu visitieren sowie für deren Instandhaltung zu sorgen.

### Ernennung zum Fürstabt von Kempten
Am 25. Oktober 1405 starb der Fürstabt von Kempten Friedrich von Hirschdorf. Der Konvent, bestehend aus den Kapitularen Dietrich von Raitnau (oder: von Haitnau), Friedrich von Laubenberg, Erhard von Schwabelsberg, Heinrich von Laupheim und Johann von Wiler (oder: Johanna von Weiler), wählte am 26. Oktober 1405 Friedrich von Laubenberg zum neuen Fürstabt von Kempten. Er begab sich zusammen mit Dietrich von Raitnau, dem Vertreter des Konvents, zum Konstanzer Bischof Marquard von Randegg, um sich die Wahl bestätigen zu lassen. Dieser bestätigte die Wahl und beauftragte den Dekan von Isny, sich um die Ernennung des neuen Fürstabts von Kempten zu kümmern. Schließlich ernannte der damalige römisch-deutsche König Ruprecht von der Pfalz Friedrich von Laubenberg zum Fürstabt von Kempten.
Am 8. Januar 1406 erklärte Papst Innozenz VII. in einem Schreiben die Wahl für nichtig, „da er sich die Besetzung der Abtei im Falle ihrer Erledigung selbst vorbehalten habe“. Nachdem in der Römische Kurie die Bestätigung der Wahl entdeckt wurde, ernannte der Papst Friedrich von Laubenberg schließlich zum Fürstabt von Kempten, „damit nicht die Abtei durch längere Erledigung zu Schaden komme“. Zuvor musste er vor den Bischöfen von Konstanz und Augsburg beeiden, dem Papst in Rom gehorsam zu sein. Die Taxe für die Ernennung solle in Raten an den Vatikan gezahlt werden, da die Abtei hoch verschuldet war.

### Fürstabt von Kempten
In den Anfangsjahren Friedrichs von Laubenberg als Fürstabt von Kempten waren in Rom bis zu drei Päpste gleichzeitig im Amt. Friedrich von Laubenberg wandte sich mit seinen Anliegen an Alexander V. und später an Johannes XXIII., die beide später als Gegenpäpste gewertet werden. Alexander V. befahl dem Bischof von Chur, dem Abt von Petershausen und dem Dekan von St. Moritz in Augsburg, zu verhindern, dass der Kemptner Abt "nicht in seinen Rechten und Gütern beeinträchigt würde." Von Johannes XXIII. erhielt er 1413 das Privileg, einen tragbaren Altar mit sich zu führen.
Friedrich von Laubenberg nahm rege am Konstanzer Konzil teil, auf dem durch seinen Einfluss auch das Provinzialkapitel des Benediktinerordens in der Mainzer Kirchenprovinz beschlossen wurde. Das Kapitel fand vom 28. Februar bis zum 19. Mai 1417 im Kloster Petershausen statt. Besprochen wurde eine Reform der gelockerten Sitten aller Klöster des Ordens. Der Kemptner Fürstabt versprach diese Reform binnen Jahresfrist anzunehmen und übernahm den Vorsitz des nächsten Kapitels der Benediktinerklöster der Diözese Konstanz. Zu einer grundlegenden Reform kam es jedoch nicht, da die Konventherren nicht gewillt waren, ihre „eigenen Wohnungen aufzugeben, die sie gegen die Ordensregel bewohnten, und zum gemeinsamen Leben zurückzukehren“.
Der hohe Lebensstandard der Stiftsherren brachte die Fürstabtei Kempten in finanzielle Nöte. Mit der Unterstützung von König Sigismund beantragte Friedrich von Laubenberg beim Papst Martin V. die Inkorporation der Pfarreien Heimertingen und Woringen, um die finanzielle Lage der Fürstabtei aufzubessern. Diese wurde am 7. März 1418 durch den Papst stattgegeben und die materielle Situation des Klosters war damit gebessert. Zeitgleich nahm der Papst das Kloster unter seinen Schutz.
1419 wurde das Kloster von Papst Martin V. exemiert und damit direkt dem Vatikan unterstellt. Das heißt, die Fürstabtei stand nicht mehr unter der Gerichtsbarkeit des Diözesanbischofs. Die Verwaltung innerer Klosterangelegenheiten unterlagen fortan nur noch dem Abt. Der Bischof durfte nur noch auf Genehmigung des Abtes das Kloster besuchen.

#### Konflikte mit der Reichsstadt
Friedrich von Laubenberg war stets darum bemüht, den Besitz des Stifts zu mehren und seine Rechte zu wahren, was zu Konflikten mit der benachbarten Reichsstadt Kempten führte. Schon in den Anfangsjahren seiner Amtszeit kam es zu Streitigkeiten beider Seiten als die Reichsstadt durch Neuerungen kurz zuvor geschlossene Verträge brach. 1417 handelte Friedrich eine Versöhnung zwischen der Stiftsstadt und der Reichsstadt aus. 
Im Jahr 1418 inkorporierte die reichsstädtische Pfarrkirche St. Mang, was erneut einen Streit auslöste. Die Reichsstadt durfte schlussendlich die Mesner und Heiligenpfleger der Pfarrei stellen.
Kurze Zeit später beklagte Friedrich von Laubenberg eine Benachteiligung durch die Reichsstadt. Das kaiserliche Landgericht in Nürnberg erklärte dadurch die Reichsstadt Kempten in die Reichsacht, aus der sie erst 1434 wieder frei kam. Sie unterwarf sich dem Urteil einer kaiserlichen Kommission, indem alle Eingriffe in die Rechte des Abtes missbilligt wurden. Die ständigen Prozesse mit der Reichsstadt während seiner Amtszeit bedeuteten für Friedrich von Laubenberg einen deutlichen finanziellen Aufwand. Viele Güter des Klosters mussten veräußert werden.
1430 erhielt er von König Sigismund das Recht, in den Dörfern Buchenberg, Krugzell, Martinszell und Reicholzried Gerichte zu haben und diese mit Richtern und Schöffen besetzen zu dürfen, um die finanziellen Einbussen durch die Verhandlungen zu richten. 1431 erhielt er das gleiche Recht für Probsried.